# Lilla Segersta
Lilla Segersta  är en bebyggelse sydost om Hjälstaviken i Håbo kommun.  Bebyggelsen klassades från 2020  till 2023 som en småort.